# 扎德尼斯特里亞尼
49°35′29″N 23°35′48″E / 49.59139°N 23.59667°E
扎德尼斯特里亞尼（烏克蘭語：Задністряни），是烏克蘭西部的村莊，隸屬利維夫州的桑比爾區。該村始建於1650年，面積5.9平方公里，海拔高度281米，2023年人口392，人口密度每平方公里94.24人。